# NGC 3208
NGC 3208 је спирална галаксија у сазвежђу Хидра која се налази на NGC листи објеката дубоког неба.
Деклинација објекта је - 25° 48' 52" а ректасцензија 10h 19m 41,4s. Привидна величина (магнитуда) објекта NGC 3208 износи 12,7 а фотографска магнитуда 13,4. Налази се на удаљености од 40,0000 милиона парсека од Сунца. NGC 3208 је још познат и под ознакама ESO 500-25, MCG -4-25-3, AM 1017-253, IRAS 10173-2533, PGC 30180.